# Marinette (Wisconsin)
Marinette település az Amerikai Egyesült Államok Wisconsin államában, Marinette megyében, melynek megyeszékhelye is. Lakosainak száma 11 119 fő (2020. április 1.).

## Népesség
A település népességének változása:

| 2010 | 10 968 |
| 2020 | 11 119 |